# Jan Kalén
Jan Kalén, född 19 september 1962, är en svensk tidigare fotbollsspelare (försvarare).
Kalén representerade IFK Norrköping mellan 1980 och 1994, och var med och tog SM-guld med klubben 1989 efter att ha skjutit den avgörande straffen i finalen mot Malmö FF.